# Ryszard Rumianek
Ryszard Rumianek (7. listopadu 1947, Varšava, Polsko – 10. dubna 2010, Pečersk, Rusko) byl polský kněz a profesor teologie.

## Životopis
Vysvěcen byl v roce 1972 kardinálem Stefanem Wyszyńskim po absolvování Metropolitiního semináře ve Varšavě. V roce 1995 habilitoval na Papežské vysoké škole teologické ve Varšavě. V roce 2002 byl jmenován profesorem teologie. Specializoval se na starozákonní exegeze, biblickou historii a biblickou a pastorační teologii. V letech 2005 až 2010 byl rektorem Univerzity kardinála Stefana Wyszyńského ve Varšavě. Byl také vedoucím kateder biblické historie a biblické filologie.
Zemřel při leteckém neštěstí u ruského Smolensku 10. dubna 2010. Posmrtně obdržel Komandérský kříž Řádu Polonia Restituta (Krzyż Komandorski Orderu Odrodzenia Polski).